# Zehnthof (Nordheim am Main)

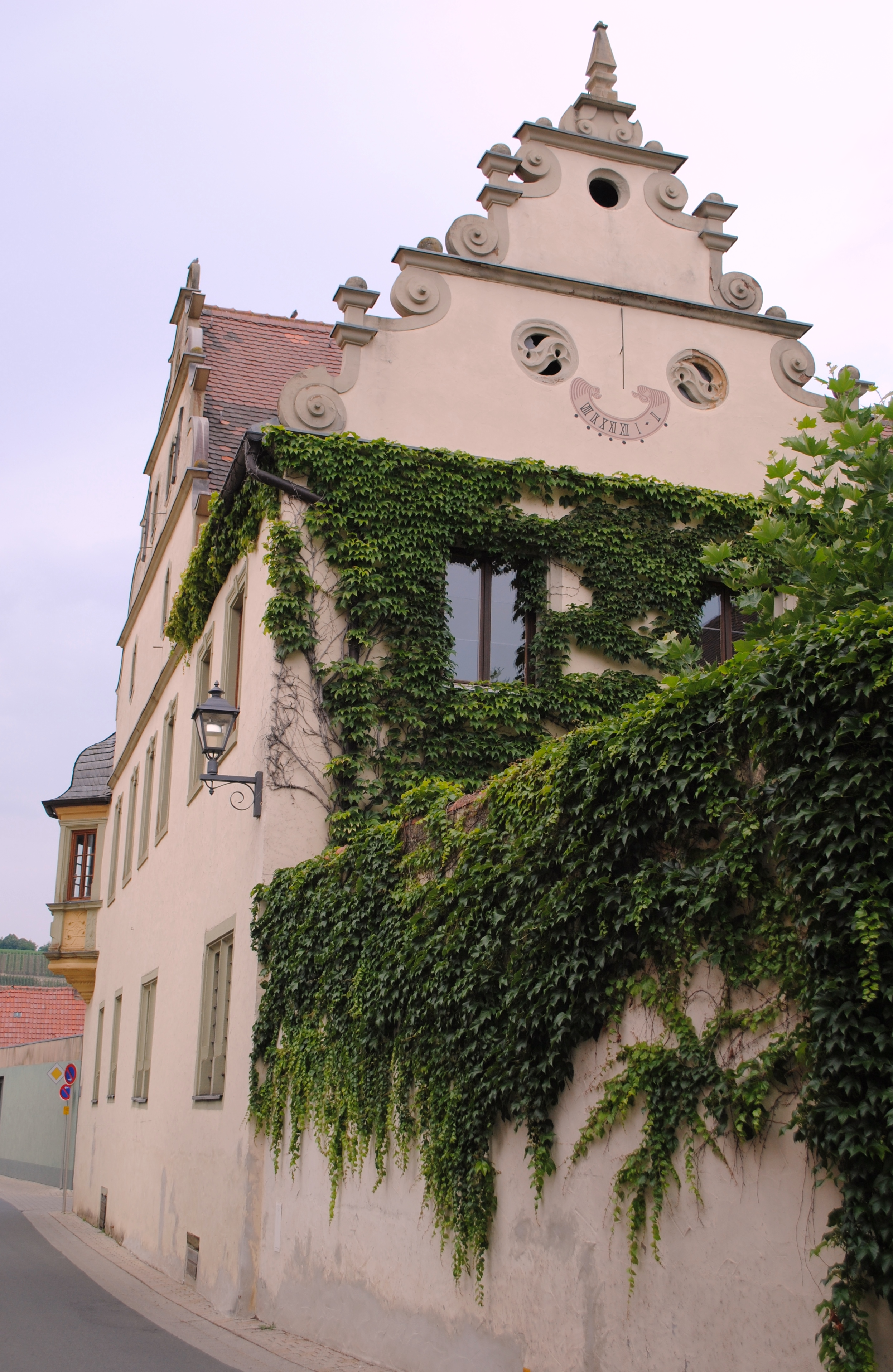
Die Südseite des Zehnthofs

Der Zehnthof in Nordheim am Main ist eines der Wahrzeichen des fränkischen Weinortes. Als prächtigstes Gebäude im Dorf liegt er an der Hauptstraße. Eine profanierte Kapelle befindet sich in seinem Inneren.

## Geschichte
Im Jahr 1306 erhielt das Kloster Münsterschwarzach Besitzungen in Nordheim. Im Laufe der Jahrhunderte erweiterten die Schwarzacher ihren Einfluss im Dorf stetig, wurden im Laufe des 16. Jahrhunderts gar Grundherren des Dorfes. Um dem reichen Kloster ein repräsentatives Gebäude zu geben, errichtete Abt Johannes IV. Burckhardt im Jahr 1585 den ersten Teil des Zehnthofs. Seine Nachfolger Johannes VI. Martin und Placidus Büchs erweiterten den Bau bis ins Jahr 1688. 
Die Zehnthofkapelle wurde im Jahr 1755 spätbarock ausgestattet. 1764 fassten die Keller des Zehnthofs 6000 hl Wein. In den Jahren nach der Säkularisation wurde das Gebäude dann als Kindergarten und Schwesternstation genutzt. Im Jahr 1965 wurde es von der Winzergenossenschaft Nordheim erworben und zu einem Weinlokal und Restaurant umgebaut. Das Bayerische Landesamt für Denkmalpflege ordnet den Zehnthof unter der Nummer D-6-75-155-4 als Baudenkmal ein.

## Architektur

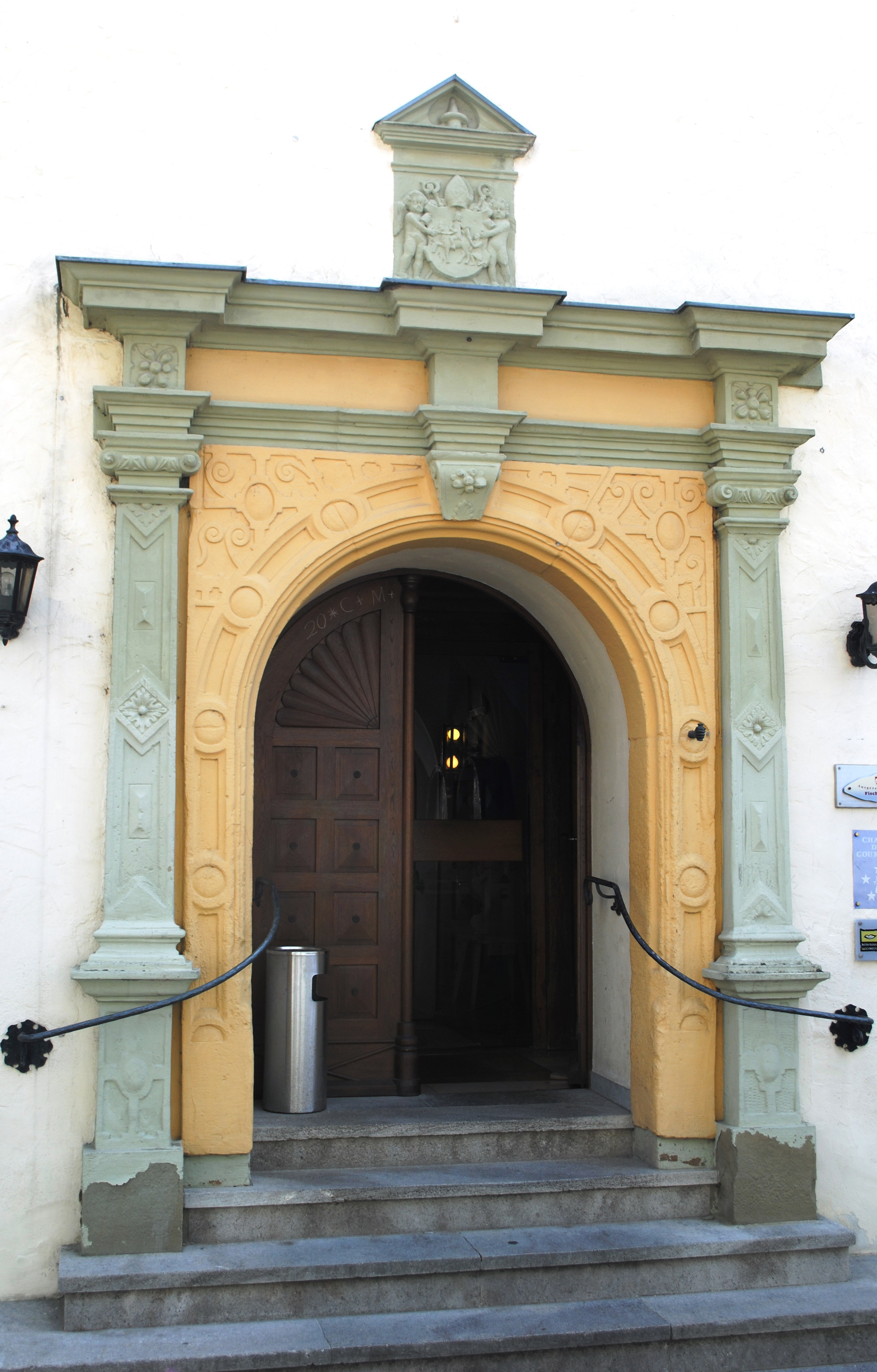
Das Portal des Hauptbaus

Der Zehnthof ist der Renaissance zuzuordnen. Zwei- und dreigeschossige Bauten formieren sich zu einer Dreiflügelanlage. An seiner Westseite ist er ummauert, sodass ein Innenhof entstand. Mehrere Giebel mit reicher Verzierung gliedern den Bau.
Im Norden der Anlage an der Hauptstraße gliedern oben sechs Fenster mit Ohrrahmungen die Fassade. Unten werden drei Doppelfenster und ein einzelnese vom Portal unterbrochen. Das Eingangsportal rahmen zwei Pilaster ein. Der Giebel ist reich ornamentiert und wird von einem weiteren Aufbau überragt. Über der Pforte befindet sich das Wappen des Erbauers, Abt Johannes Martin. Auf der rechten Seite des Gebäudes schließt sich der polygonale Erker mit Zierfüllungen und einer Kuppel an.
Auf der Westseite präsentiert sich zunächst der Schweifgiebel des Hauptbaus, ganz oben mit Maßwerk. Ihn gliedern Beschläge und vier halbrunde Fenster. Der Bau hat oben sechs Fenster  unten zwei Einzel- und zwei Doppelfenster. Die Ummauerung des Zehnthofs führt zum Brunnen auf der Straßenseite, der mit seiner Kuppel dem Erker ähnelt.
Zwei Giebel gliedern die Südseite des Zehnthofs in Richtung Langgasse, zum einen der Volutengiebel des Anbaus am Hauptgebäude mit einer Sonnenuhr, die von zwei Maßwerkfenstern eingerahmt wird, zum anderen der des Erweiterungsbaus. Der dreigeschossige Teil des Zehnthofs schließt sich rechts des Hofeingangs an. Am Eingang befinden sich ebenfalls zwei Pilaster, der Schlussstein trägt die Jahreszahl 1831. 
Die Ostseite des Gebäudes ist teilweise verbaut. Der Giebel ähnelt dem der Westseite. Über einem der Kellereingänge im Innenhof ist ein Wappen angebracht. Eine Inschrift berichtet von einem Mainhochwasser des Jahres 1784. Ein Tor führt zur Kapelle des Zehnthofs.

## Kapelle
Die Kapelle entstand unter dem Abt des Klosters Münsterschwarzach Christoph Balbus im Jahr 1755 neu. Die Gemälde im Inneren wurden von Andreas Dahlweiner geschaffen. Im Jahr 2008 wurde die 2005 begonnene gründliche Renovierung mit dem Förderpreis des Regierungsbezirks Unterfranken unterstützt.
Hauptartikel: Zehnthofkapelle

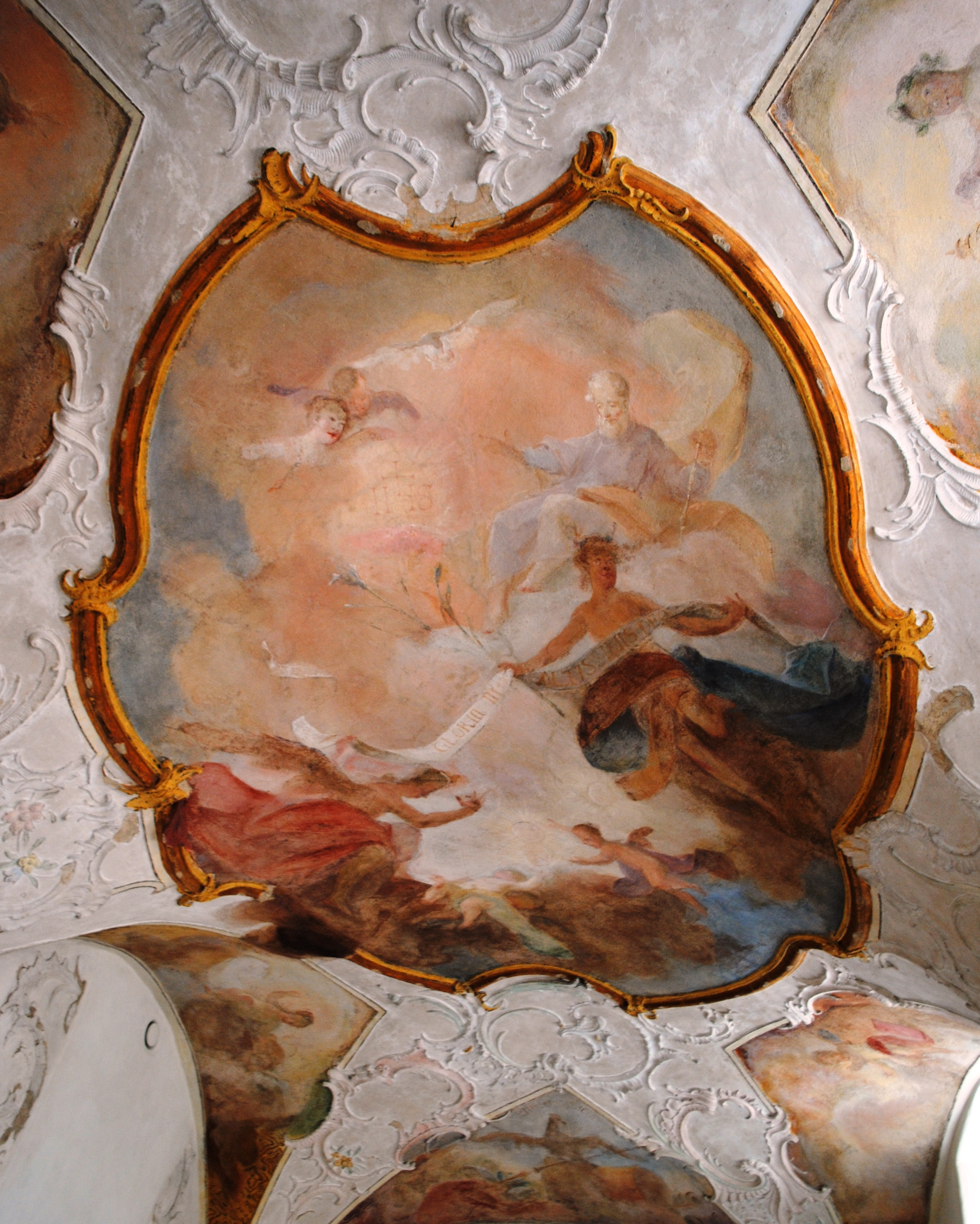
Dreifaltigkeit
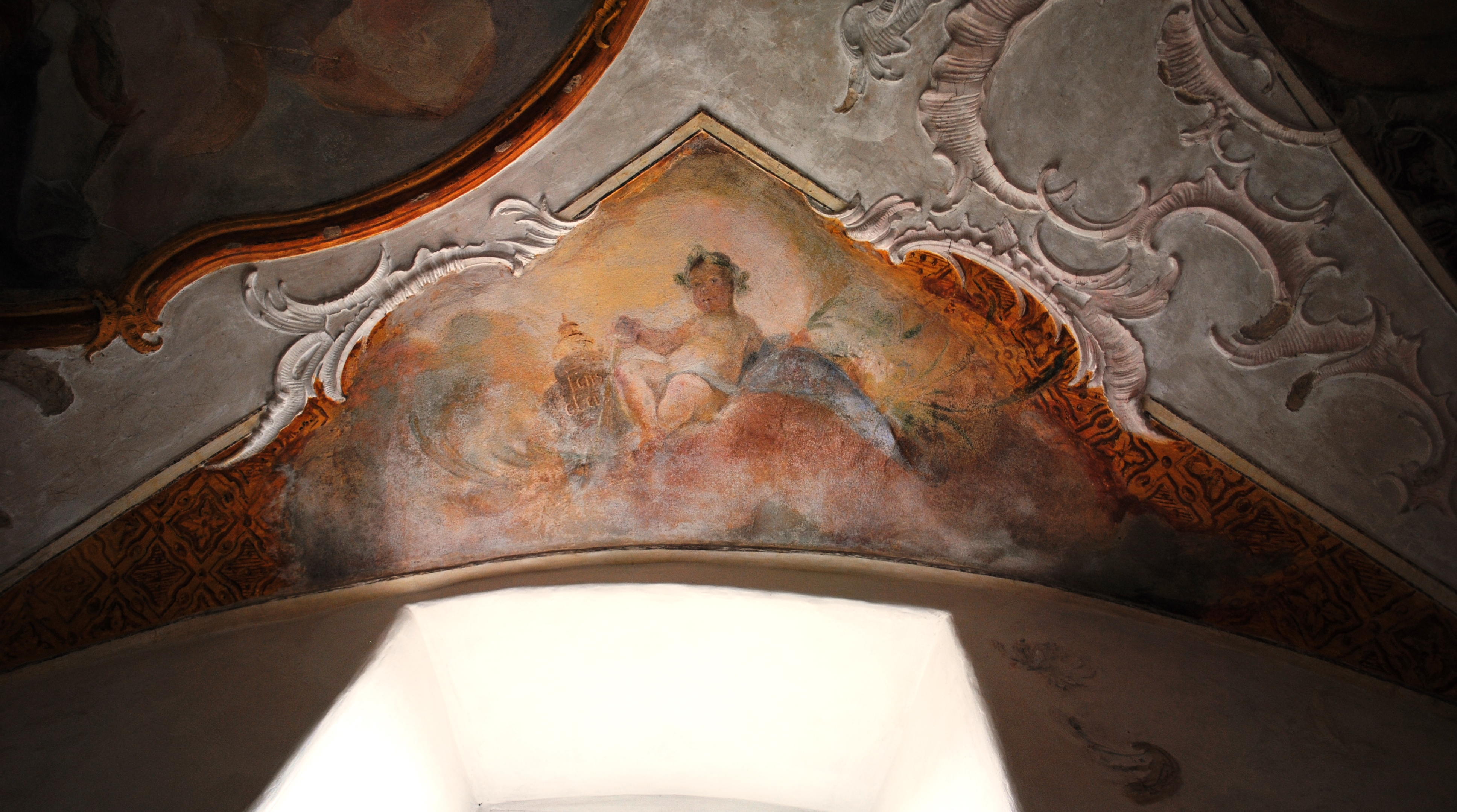
Herbst
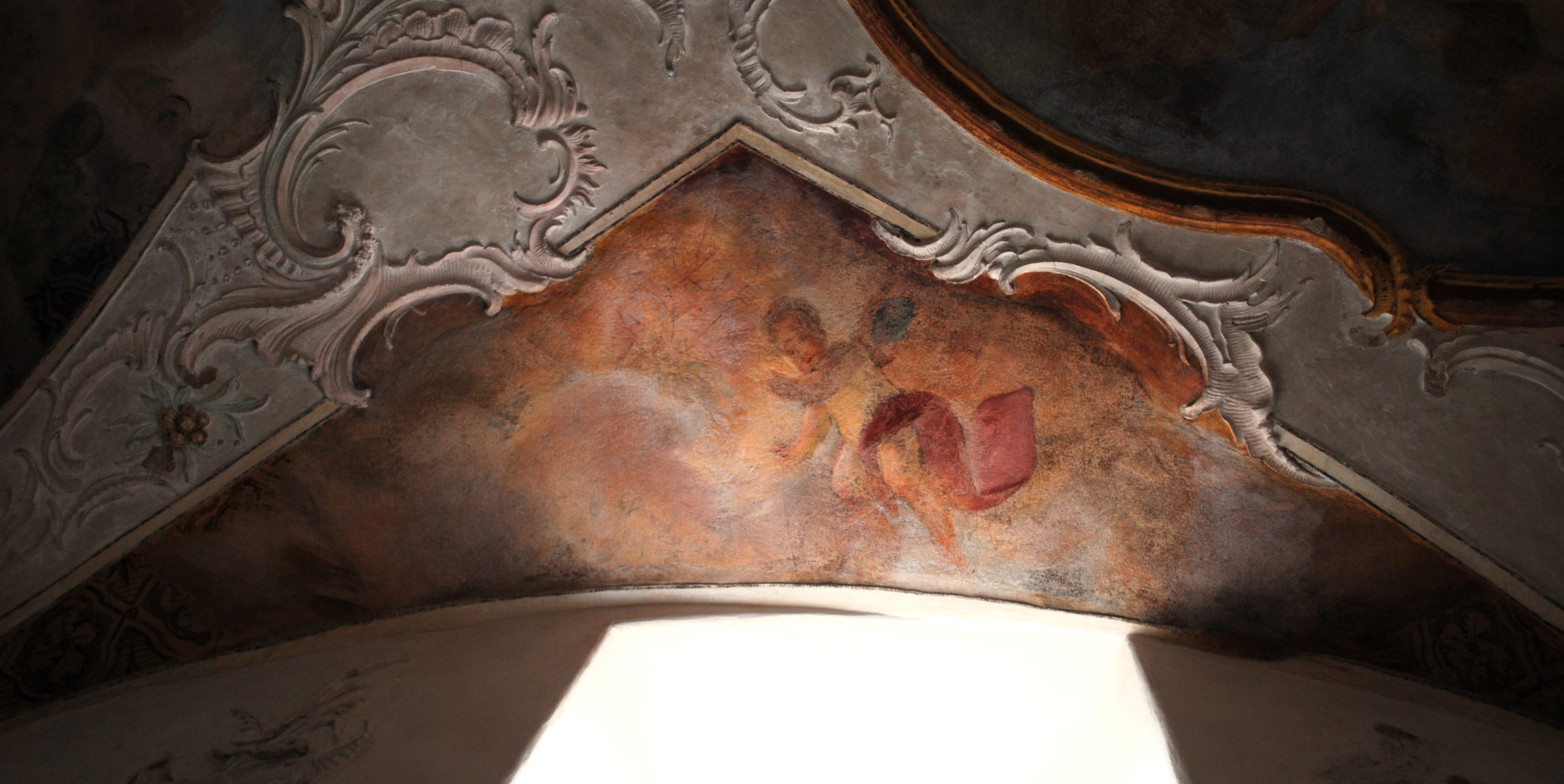
Winter
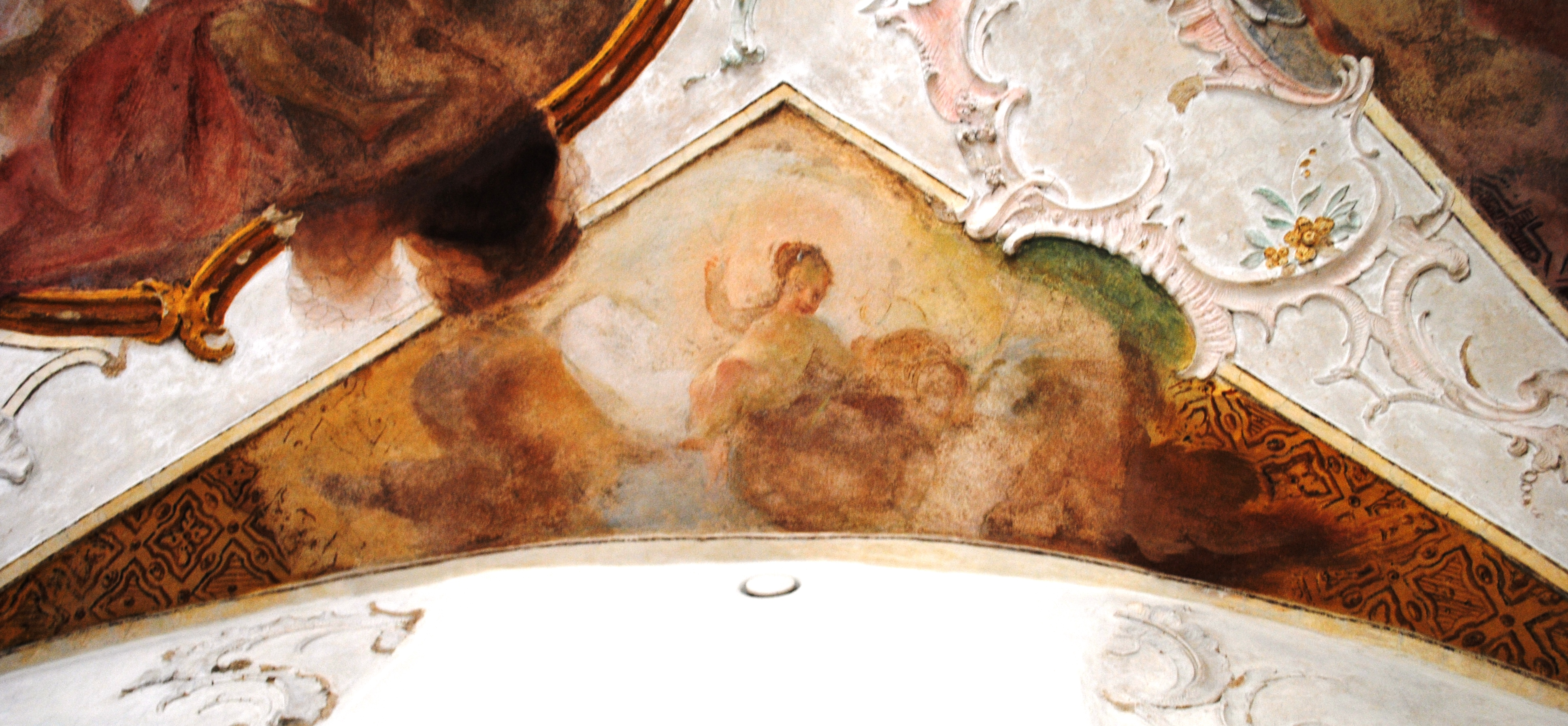
Frühling
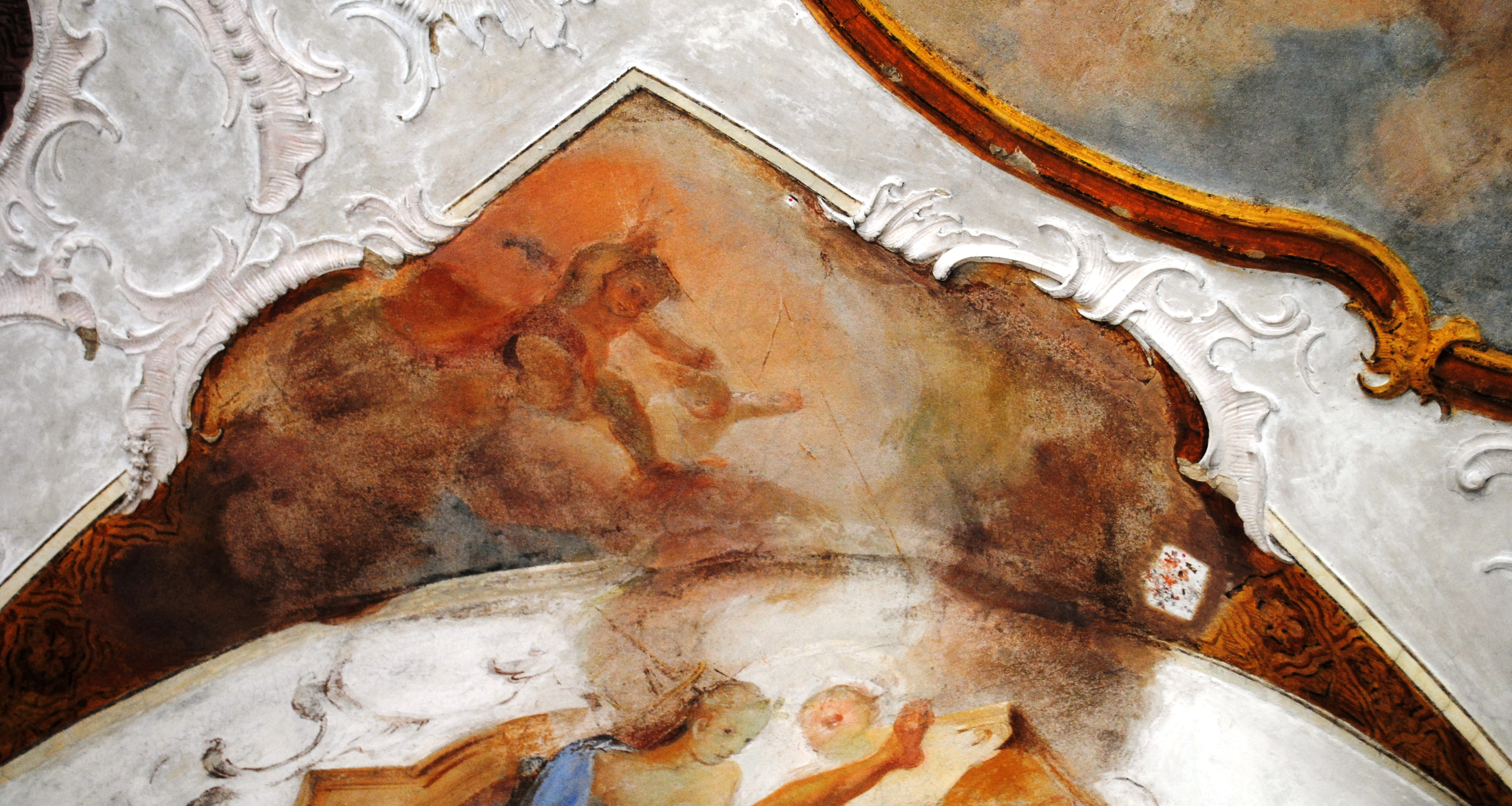
Sommer